# 샬트르성바오로수녀원성당
샬트르성바오로수녀원성당(샬트르聖바오로修女院聖堂)은 대구광역시 중구 남산동에 있는 일제강점기에 건축된 성당이다. 2003년 4월 30일 대구광역시의 유형문화재 제43호로 지정되었다.

## 개요
1927년 초대 천주교대교구장인 Demange 주교가 샬트르 성바오로 수녀원 코미넷관 우측면의 아케이드(arcade)에서 북쪽으로 이어 증축한 성당건물이다.
남북으로 긴 장방형의 평면을 가진 소규모 성당건물로 건축 당시 북쪽으로 5각형의 제단과 남쪽 아케이드에 있는 주 출입구 안쪽 2층에 성가대석이 있었다. 전체 외벽은 화강석 기초 위에 붉은 벽돌을 사용하였고 외벽의 붙임기둥에는 회색 벽돌을 쌓아 외관을 구성하였다. 내부 천장은 아치형 천장이며, 외벽의 창호는 첨두아치창을 설치하였다. 지붕은 함석판 거멸접기로 마감한 박공지붕의 형태로 되어 있다.
대구에 현존하는 근대 서구양식 건물들 중에서 보존상태가 양호할 뿐만 아니라 당시의 성당 건축의 양식적 특징과 한국근대건축사의 양식적 흐름을 대표하는 중요한 건물로 평가된다. 또한 대구 천주교 역사의 한 장을 담당하고 있는 역사적 의미를 가진 건물이라고 할 수 있다.

## 같이 보기
- 샬트르성바오르수녀원코미넷관 - 대구광역시 문화재자료 제24호

## 참고 자료
- 샬트르성바오로수녀원성당 - 국가유산청 국가유산포털